# Anna Campbell
Anna Montgomery Campbell (1991 - 15 de marzo de 2018), también conocida como Hêlîn Qereçox, fue una feminista, anarquista, activista inglesa para la abolición de la prisión quién luchó con las Unidades Femeninas de Protección (YPJ) en el conflicto en el Kurdistán sirio de la guerra civil siria.

## Ascendencia y primeros años
Campbell nació en Lewes, Sussex Este, Inglaterra, hija del músico de rock Dirk Campbell. Su madre era Katherine Emma "Adrienne  Katie", la segunda esposa de su padre.
Campbell tuvo antepasados militares, que sirvieron en la Marina Real británica y en la Artillería Real. Su abuelo sirvió en The Royal Tank Regiment en la Segunda Guerra Mundial.
Estudió en el St. Mary's Hall de Brighton, después se formó en la Universidad  de Sheffield antes de trasladarse a Brístol, donde trabajó como fontanero. Campbell estuvo implicada en actividades políticas, incluyendo las protestas estudiantiles de 2010 en el Reino Unido, el Hunt Saboteurs Association, la Cruz Negra Anarquista y otras organizaciones abolicionistas y anarquistas.

## Implicación en el conflicto de Rojava
Durante el conflicto en el Kurdistán sirio, Campbell luchó con el YPJ en la ofensiva de Deir ez-Zor, un ataque en el baluarte del Estado islámico de Irak de Deir ez-Zor. Estuvo también implicada en las actividades de la YPJ en apoyo de los derechos de las mujeres en Kurdistán. Según The New York Times, se implicó en la  defensa de "una región autónoma, principalmente kurda en el norte de Siria, conocida como Rojava, cuyos líderes abogan por una política secular, democrática e igualitaria, con igualdad de derechos para las mujeres".

## Muerte
Campbell murió por un ataque de misiles de las Fuerzas Armadas turcas durante la operación militar turca en el cantón de Afrin, Operación Rama de Olivo. El YPJ anunció:
"Nuestra camarada británica Hêlîn Qereçox (Anna Campbell) se ha convertido en el símbolo de todas las mujeres después de resistir contra el fascismo en Afrin para crear un mundo libre. Prometemos cumplir la lucha de Şehîd Hêlîn y honrar su memoria en nuestra lucha por la libertad."
Ha sido la única mujer británica que murió luchando por el YPJ.
Siguiendo el anuncio de la muerte de Campbell, su padre empezó una campaña para recuperar su cuerpo, el cual no podría ser localizado por organizaciones de ayuda hasta un alto el fuego en el área de conflicto. Dirk Campbell acusó al gobierno británico de 'una carencia total de actividad' para recuperar su cuerpo, que aún no se había recuperado del campo de batalla en 2019.
En respuesta a la muerte de Campbell, manifestantes del Bristol Kurdish Solidarity Network (BKSN) y amigos de Campbell bloquearon las oficinas de BAE Systems en Bristol. Los activistas acusaron a la compañía de haber suministrado a Turquía las armas que fueron utilizadas contra los civiles en Rojava.